# Milano-Torino 1964
La Milano-Torino 1964, cinquantesima edizione della corsa, si svolse il 13 marzo 1964 su un percorso di 203 km. La vittoria fu appannaggio dello spagnolo Valentín Uriona, che completò il percorso in 4h38'50", precedendo gli italiani Italo Zilioli e Franco Cribiori.

## Ordine d'arrivo (Top 10)
| Pos. | Corridore          | Squadra | Tempo    |
| ---- | ------------------ | ------- | -------- |
| 1    | Valentín Uriona    | KAS     | 4h38'50" |
| 2    | Italo Zilioli      | Carpano | a 21"    |
| 3    | Franco Cribiori    | Gazzola | a 37"    |
| 4    | Eusebio Vélez      | KAS     | s.t.     |
| 5    | Juan José Sagarduy | KAS     | s.t.     |
| 6    | José Segú          | Ignis   | s.t.     |
| 7    | Francisco Gabica   | KAS     | s.t.     |
| 8    | Angelo Conterno    | Carpano | s.t.     |
| 9    | Ambrogio Colombo   | Ignis   | s.t.     |
| 10   | Carlos Echeverría  | KAS     | s.t.     |